# 大野 (大阪市)
大野（おおの）は、大阪府大阪市西淀川区にある町名。現行行政地名は大野一丁目から大野三丁目。

## 地理
西淀川区の中央部に位置し、南に百島、北に出来島、東に大和田、西に西島と接している。二丁目と三丁目は工場や倉庫などが多く占めている。

### 河川
- 西島川

## 世帯数と人口
2019年（平成31年）3月31日現在の世帯数と人口は以下の通りである。
| 丁目       | 世帯数  | 人口    |
| ---------- | ------- | ------- |
| 大野一丁目 | 299世帯 | 495人   |
| 大野二丁目 | 25世帯  | 36人    |
| 大野三丁目 | 342世帯 | 587人   |
| 計         | 666世帯 | 1,118人 |

### 人口の変遷
国勢調査による人口の推移。
| 1995年（平成7年）  | 1,448人 | [ 5 ] |  |
| 2000年（平成12年） | 1,301人 | [ 6 ] |  |
| 2005年（平成17年） | 1,165人 | [ 7 ] |  |
| 2010年（平成22年） | 1,219人 | [ 8 ] |  |
| 2015年（平成27年） | 1,122人 | [ 9 ] |  |

### 世帯数の変遷
国勢調査による世帯数の推移。
| 1995年（平成7年）  | 622世帯 | [ 5 ] |  |
| 2000年（平成12年） | 583世帯 | [ 6 ] |  |
| 2005年（平成17年） | 527世帯 | [ 7 ] |  |
| 2010年（平成22年） | 592世帯 | [ 8 ] |  |
| 2015年（平成27年） | 528世帯 | [ 9 ] |  |

## 事業所
2016年（平成28年）現在の経済センサス調査による事業所数と従業員数は以下の通りである。
| 丁目       | 事業所数  | 従業員数 |
| ---------- | --------- | -------- |
| 大野一丁目 | 68事業所  | 666人    |
| 大野二丁目 | 35事業所  | 573人    |
| 大野三丁目 | 48事業所  | 637人    |
| 計         | 151事業所 | 1,876人  |

## 交通
- 国道43号
- 大阪府道10号大阪池田線（淀川通）

## 施設
- 近畿産業信用組合 西淀川支店
- 大野下水処理場
- 古河ケミカルズ 大阪工場

## その他

### 日本郵便
- 〒555-0043[3]（集配局：西淀川郵便局[11]）